# Porcellio auritus
Porcellio auritus là một loài chân đều trong họ Porcellionidae. Loài này được Budde-Lund miêu tả khoa học năm 1879.